# Canon EOS-1Ds
Aucun 1Ds Mark II
Le Canon EOS-1Ds  est un appareil photographique reflex numérique plein format de 11,1 mégapixels fabriqué par Canon et sorti en décembre 2002.
Il a été construit sur la base du Canon EOS-1D. Il a reçu les prix TIPA et EISA (2003–2004) dans la catégorie « Meilleur Reflex Numérique Professionnel ». C'est le premier appareil photo plein format proposé par Canon.

## Caractéristiques
- Boîtier : Reflex numérique en alliage de magnésium à objectifs interchangeables (monture EF) sauf EF-S
- Capteur : CMOS avec filtre couleur primaire (RVB) de 36 × 24 mm (plein format 35 mm)
- Processeur d'images : Inconnu
- Définition : 11,1 millions de pixels
- Ratio image : 3:2
- Taille de l'image : JPEG (HF) 4064 × 2704 pixels, JPEG (HN) 4064 × 2704 pixels, JPEG (BF) 2032 × 1352 pixels et RAW (HF) 4064 × 2704 pixels
- Coefficient de conversion : 1× (égal à la focale de l'objectif monté)
- Viseur : Pentaprisme avec couverture d'image 100 % et correcteur dioptrique intégré de - 3 à + 1D
- Autofocus : 45 collimateurs autofocus (zone AF)
- Mesure lumière : Mesure TTL 21 zones SPC, évaluative couplée aux collimateurs AF, sélective 8,5 %, Spot centrée 2,4 %, Spot 2,4 % liée aux collimateurs AF et Multispot sur 8 points (moyenne à prédominance centrale)
- Balance des blancs : Balance des blancs automatique hybride avec capteur CMOS et capteur externe exclusive + 3 paramètres personnels
- Matrice couleur : 4 espaces sRVB, Adobe RVB
- Obturateur : 30 à 1/8000 s (par incréments d'1/3), pose longue (bulb), Synchro-X maxi Flash 1/250 s
- Modes : Programme, priorité vitesse, priorité ouverture, manuel, A-DEP
- Motorisation : Environ 3 im/s. (cadence maintenue jusqu'à 10 images)
- Sensibilité : 100-1250 ISO (par incréments d'1/3), extensible à 50 ISO
- Mesure flash : E-TTL, flash automatique, flash manuel mesuré, flash FP
- Affichage : écran LCD TFT 2 pouces, environ 120 000 pixels, couverture 100 % (pour les images JPEG)
- Enregistrement : CompactFlash de type I et II (compatible avec les cartes Microdrive) jusqu'à 8 Go
- Dimensions : 156 × 158 × 80 mm
- Poids :  1 265 g (sans alimentation)
- Alimentation : batterie Ni-MH NP-E3
- Autonomie : Environ 600 déclenchements à température normale (20 °C)